# Lidija Iwanowna Schulaikina
Lidija Iwanowna Schulaikina (russisch Лидия Ивановна Шулайкина; * 28. März 1915 in Orechowo-Sujewo, Gouvernement Moskau, Russisches Kaiserreich; † 22. Juni 1995 in Moskau, Russische Föderation) war eine sowjetische Bomberpilotin der Baltischen Flotte und gegen Ende des Zweiten Weltkriegs aktiv im Kriegseinsatz.

## Leben

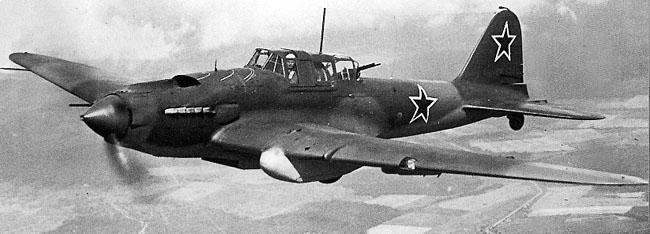
Das Schlachtflugzeug Iljuschin Il-2 „Schturmowik“, das von L. Schulaikina während des Zweiten Weltkriegs benutzt wurde

Nach dem Abitur absolvierte sie ein Studium an dem nach der Profintern benannten Moskauer Industrie-Technikum und unterrichtete ab 1933 Metallurgie am Technikum in Orechowo. In dieser Zeit machte sie im örtlichen Aeroklub ihren Flugschein. Im Jahre 1935 ging sie mit ihrem Mann für die sowjetische zivile Luftfahrtgesellschaft Aeroflot in die transkaukasische Georgische Sozialistische Sowjetrepublik.
Im Deutsch-Sowjetischen Krieg bildete Schulaikina ab Mitte 1941 mehr als 200 Flugschüler aus. Ab April 1942 war sie zum Dienst in den Seefliegerkräften der Seekriegsflotte verpflichtet und schloss 1944 die 3. Marinefliegerschule in Besentschuk in der Oblast Kuibyschew, heute Oblast Samara, ab. Nach dem Tod ihres Mannes im Jahre 1942 vor Stalingrad hatte sie um Versetzung an die Front nachgesucht. Im April 1944 wurde sie zum 7. Garde-Schlachtfliegerregiment der 9. Schlachtfliegerdivision der Baltischen Flotte abkommandiert und flog mit einem kleinen Flugzeug Aufklärungs- und Patrouillenflüge. Im August desselben Jahres übernahm sie ein Schlachtflugzeug des Typs Iljuschin Il-2 und nahm als einziger weiblicher Pilot ihrer Einheit an den Kampfhandlungen von der Ostsee über den Moonsund und Ostpreußen bis zur Schlacht um Berlin im Mai 1945 teil. In dieser Zeit absolvierte sie 38 Kampfeinsätze zur Unterstützung der Roten Armee bzw. gegen die sich über die Ostsee zurückziehenden Schiffe mit Zivilisten und Wehrmachtseinheiten. Sie beendete ihre militärische Laufbahn im Rang eines Oberleutnants.
Schulaikina wurde im Weltkrieg und auch noch in den 1990er Jahren mehrfach ausgezeichnet und starb in Moskau, wo sie auch begraben wurde. In ihrer Heimatstadt Orechowo-Sujewo wurde eine Straße nach ihr benannt und an einem der Häuser an dieser Straße eine Erinnerungsplakette angebracht.

## Ehrungen und Auszeichnungen
- 1944 und 1945: jeweils einmal den Rotbannerorden.
- 1945 und 1985: jeweils einmal den Orden des Vaterländischen Krieges 1. Klasse.
- 1993: Held der Russischen Föderation.[1]